# Sankt Markus serbisk-ortodoxa kyrka, Kula
Sankt Markus serbisk-ortodoxa kyrka (serbisk kyrilliska: Српска православна црква Светог Марка; latinska: Srpska pravoslavna crkva Svetog Marka) är en serbisk-ortodox kyrkobyggnad belägen i staden Kula, i distriktet Västra Bačka i provinsen Vojvodina, i norra Serbien.
Kyrkan är helgad åt evangelisten Markus och tillhör Bačkas stift.

## Bilder

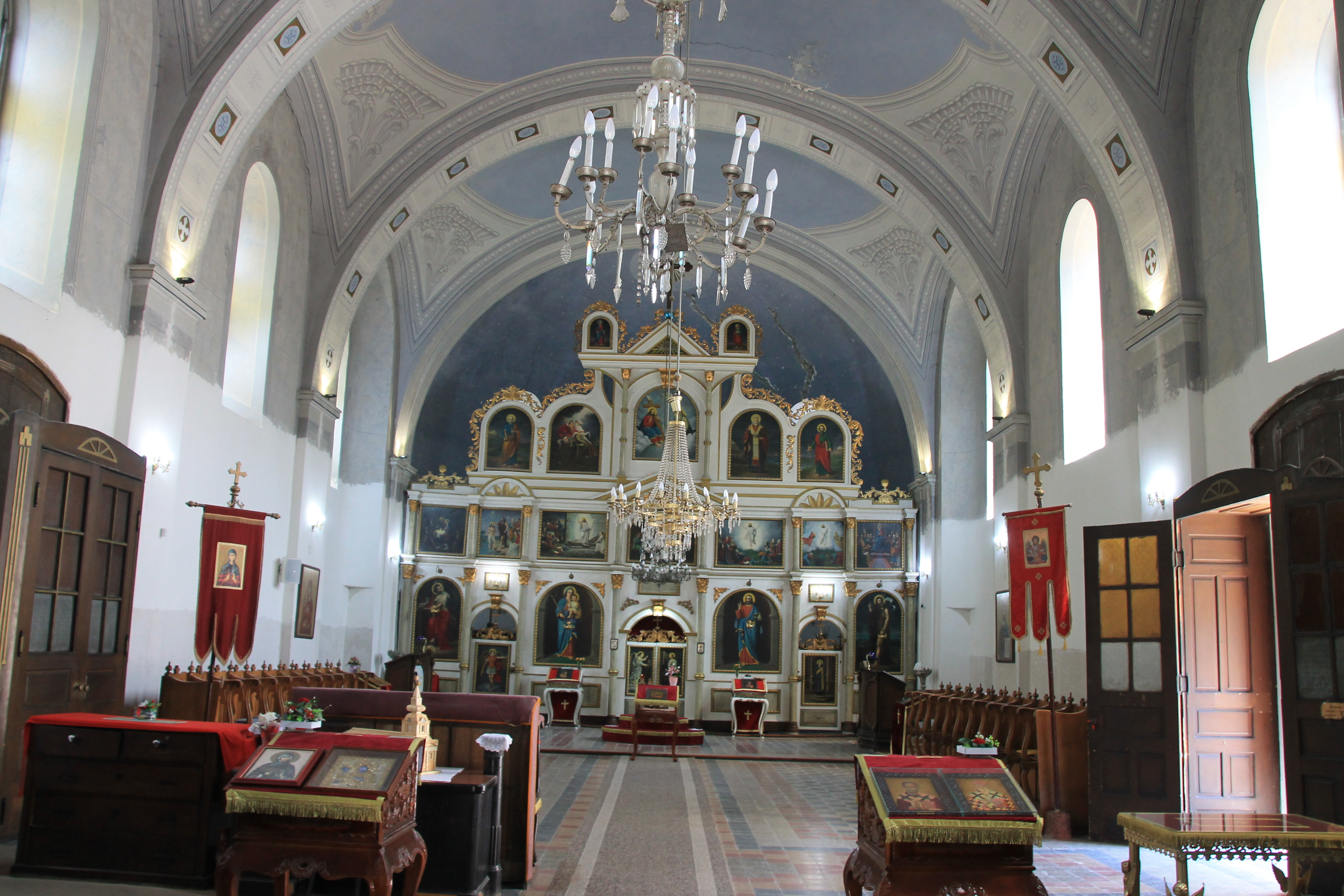
Kyrkans interiör mot ikonostasen.